# Will Norris
William James Norris (* 12. August 1993 in Watford) ist ein englischer Fußballtorwart, der aktuell beim FC Portsmouth unter Vertrag steht.

## Karriere

### Verein
Bevor Norris 2017 zu Wolverhampton Wanderers wechselte, spielte er für zahlreiche, kleine englische Vereine. Sein Debüt für Wolverhampton gab er am 6. Mai 2018 in der englischen zweiten Liga am letzten Spieltag der Saison 2017/18 gegen AFC Sunderland. Mitte August 2020 wechselte Norris zum englischen Erstligisten FC Burnley und unterzeichnete einen Dreijahresvertrag. Für den Verein bestritt er zwei Spiele als Ersatz für den Stammtorhüter Nick Pope in der Premier League 2020/21.
In der Saison 2021/22 stieg der ohne Ligaeinsatz gebliebene Norris mit seiner Mannschaft aus der Premier League in die zweite Liga ab.
Am 14. Juni 2023 wechselte er ablösefrei zum FC Portsmouth.